# Karl Ansén

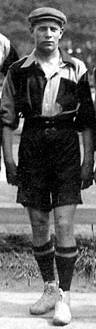
Ansén anlässlich des ersten Länderspiels der schwedischen Nationalmannschaft im Juli 1908

Karl „Kalle“ Anshelm Ansén (* 26. Juli 1887 in Stockholm; † 20. Juli 1959 in Morgongåva) war ein schwedischer Fußballspieler. Der Stürmer gehörte zu den elf Spielern, die 1908 das erste Länderspiel der schwedischen Nationalmannschaft bestritten.

## Werdegang
Ansén spielte in den ersten beiden Jahrzehnten des 20. Jahrhunderts für den seinerzeit in Stockholm beheimateten Allmänna Idrottsklubben. In der vor Einführung der Allsvenskan als landesweiter Spielklasse im Pokalform ausgetragenen Landesmeisterschaft erreichte er mit dem Klub 1911 erstmals das Endspiel um die Svenska Mästerskapet. An der Seite von Claes Berg, Theodor Malm und dem Dänen Vilhelm Palme trug er mit einem 3:2-Erfolg über IFK Uppsala zum dritten Gewinn des Meistertitels in der Vereinsgeschichte bei. Drei Jahre später erreichte er mit der Mannschaft erneut das Endspiel, mit einem 7:2-Finalsieg über Helsingborgs IF – Helge Ekroth, Ivar Svensson und Valfrid Gunnarsson trafen jeweils zweifach, zudem zählte Berg zu den Torschützen – holte er den zweiten Titel. Diesem folgte zwei Jahre später durch einen 3:1-Finalsieg über den Lokalrivalen Djurgårdens IF der dritte Titelgewinn.
Ansén spielte zudem in 17 Spielen für die schwedische Nationalmannschaft. Sein Länderspieldebüt feierte er beim ersten Länderspiel der Auswahlmannschaft, als diese sich am 12. Juli 1908 mit einem 11:3-Erfolg gegen die norwegische Nationalmannschaft durchsetzte. Dabei ersetzte er den ursprünglich vorgesehenen Samuel Lindqvist vom Lokalrivalen als linken Außenstürmer. Mit der Auswahl nahm er zudem an den Olympischen Spielen 1908 und 1912 teil, dabei verpasste die Mannschaft 1908 im Bronzespiel gegen die Niederlande nach Toren von Jops Reeman und Edu Snethlage durch eine 0:2-Niederlage nur knapp eine Medaille.